# デニー・レイエス
デニー・レイエス（Denyi Reyes、1996年11月2日 - ）は、ドミニカ共和国出身のプロ野球選手（投手）。右投右打。

## 経歴

### プロ入りとレッドソックス傘下時代
2014年7月に国際フリーエージェントとしてボストン・レッドソックスと契約。
2015年にルーキー級ドミニカン・サマーリーグ（DSL）のDSLレッドソックスでプロデビューし、15試合に登板して7勝1敗、防御率2.88を記録した。 
2016年はルーキー級ガルフ・コーストリーグ（GCL）のGCLレッドソックスでで9試合に登板して、4勝1敗、防御率2.34を記録した。 
2017年はA級ローウェル・スピナーズで15試合に登板し、9勝0敗、防御率1.45を記録した。
2018年A級グリーンビル・ドライブとA+級セイラム・レッドソックスの2球団に所属し、合計27試合（うち先発24試合）に登板し、12勝5敗、防御率1.97という成績を挙げた。オフの11月20日にルール・ファイブ・ドラフトでの流出を防ぐために40人枠入りした。
2019年はAA級ポートランド・シードッグスに所属し、26試合に登板（全て先発）して8勝12敗、防御率4.16を記録した。
2020年1月28日にミッチ・モアランドの移籍に伴いDFAとなり、2月3日にAAA級ポータケット・レッドソックスに送られた。この年は新型コロナウイルスの感染拡大の影響でマイナーリーグが開催されなかったため、公式戦の登板機会はなかった。
2021年はAA級ポートランドで20試合（うち先発5試合）に登板し、4勝2敗、防御率4.21を記録した。オフの11月7日にフリーエージェント（FA）となった。

### オリオールズ時代
2021年11月29日にボルチモア・オリオールズとマイナー契約を結んだ。
2022年はAAA級ノーフォーク・タイズで開幕を迎え、5月12日にメジャー契約を結んで初昇格。5月13日のデトロイト・タイガース戦でメジャー初登板を果たした。8月31日にDFAとなり、ウェイバー公示を経てAAA級ノーフォークの所属となった。この年はメジャーで3試合の登板、防御率2.35という成績だった。オフの10月14日にFAとなり退団した。

### メッツ時代
2022年11月23日にニューヨーク・メッツとマイナー契約を結び、翌年のスプリングトレーニングに招待選手として参加することになった。
2023年は4月4日にメジャー契約を結んでアクティブ・ロースター入り。6試合に登板後の7月に一度DFAとなったが、8月11日に再昇格。この年はメジャーで9試合に登板したが、0勝2敗、防御率7.78と苦しんだ。とはいえ、同年にはプロ初となるホールドを記録した。オフの11月2日に40人枠を外れ、11月6日にFAとなった。

### サムスン時代
KBOリーグのサムスン・ライオンズのエースとして2020年から2023年までの4シーズンで54勝を挙げたデビッド・ブキャナンが、2023年オフに契約合意に至らず退団。そのブキャナンの後任として、2024年1月4日にサムスンと1年80万ドルの契約を結んだ。
2024年は先発投手として11勝（4敗）を挙げた。またLGツインズとのプレーオフでは2勝を挙げてMVPに選出され、起亜タイガースとの韓国シリーズでも1勝するなど、ポストシーズンで大きな活躍を見せた。
2025年6月14日、骨折のため登板できなくなりウェーバー公示された。

## 詳細情報

### 年度別投手成績
| 年 度    | 球 団    | 登 板 | 先 発 | 完 投 | 完 封 | 無 四 球 | 勝 利 | 敗 戦 | セ 丨 ブ | ホ 丨 ル ド | 勝 率 | 打 者 | 投 球 回 | 被 安 打 | 被 本 塁 打 | 与 四 球 | 敬 遠 | 与 死 球 | 奪 三 振 | 暴 投 | ボ 丨 ク | 失 点 | 自 責 点 | 防 御 率 | W H I P |
| -------- | -------- | ----- | ----- | ----- | ----- | -------- | ----- | ----- | -------- | ----------- | ----- | ----- | -------- | -------- | ----------- | -------- | ----- | -------- | -------- | ----- | -------- | ----- | -------- | -------- | ------- |
| 2022     | BAL      | 3     | 1     | 0     | 0     | 0        | 0     | 0     | 0        | 0           | ----  | 31    | 7.2      | 8        | 0           | 1        | 0     | 0        | 3        | 0     | 0        | 2     | 2        | 2.35     | 1.17    |
| 2023     | NYM      | 9     | 3     | 0     | 0     | 0        | 0     | 2     | 0        | 1           | .000  | 90    | 19.2     | 25       | 3           | 8        | 0     | 1        | 17       | 0     | 0        | 17    | 17       | 7.78     | 1.68    |
| 2024     | サムスン | 26    | 26    | 0     | 0     | 0        | 11    | 4     | 0        | 0           | .733  | 617   | 144.0    | 159      | 15          | 30       | 0     | 7        | 114      | 4     | 0        | 65    | 61       | 3.81     | 1.31    |
| MLB：2年 | MLB：2年 | 12    | 4     | 0     | 0     | 0        | 0     | 2     | 0        | 1           | .000  | 121   | 27.1     | 33       | 3           | 9        | 0     | 1        | 20       | 0     | 0        | 19    | 19       | 6.26     | 1.54    |
| KBO：1年 | KBO：1年 | 26    | 26    | 0     | 0     | 0        | 11    | 4     | 0        | 0           | .733  | 617   | 144.0    | 159      | 15          | 30       | 0     | 7        | 114      | 4     | 0        | 65    | 61       | 3.81     | 1.31    |

- 2024年度シーズン終了時

### 背番号
- 81 （2022年）
- 72 （2023年）
- 43 （2024年 - 2025年）

### 代表歴
- 2020年東京オリンピックの野球競技・ドミニカ共和国代表